# Blixa Bargeld
Blixa Bargeld, pseudonimo di Christian Emmerich (Berlino Ovest, 12 gennaio 1959), è un chitarrista e cantante tedesco.
Artista poliedrico, è conosciuto principalmente per la sua attività di musicista con gli Einstürzende Neubauten e con Nick Cave and the Bad Seeds. Il suo nome d'arte Blixa viene da una marca di pennarelli tedesca, mentre Bargeld significa letteralmente denaro contante, con riferimento allo pseudonimo dell'artista Johannes Theodor Baargeld, esponente del movimento dadaista tedesco.

## Biografia
Nel 1980 fonda gli Einstürzende Neubauten, una delle band più importanti e significative del movimento industrial, con i quali è tuttora attivo. Tra il 1984 ed il 2003 è stato chitarrista e cantante nei Bad Seeds, la band di supporto di Nick Cave. Dalla metà degli anni novanta Bargeld si è anche esibito come solista. Durante queste esibizioni viene solitamente coadiuvato dall'ingegnere del suono dei Neubauten, Boris Wilsdorf.
Nel 2007 ha dato inizio a un progetto di collaborazione con il musicista tedesco Alva Noto, indicato con l'acronimo ANBB.
Nel 2013 ha pubblicato il primo album in collaborazione con il musicista italiano Teho Teardo, intitolato Still Smiling, a cui ha fatto seguito nel 2016 l'album Nerissimo.Blixa ha detto sul suo sito ufficiale, dove comunica con i suoi fan, che non si identifica con nessun genere e accetta di riferirsi a lui con qualsiasi pronome.